# Bergischer HC
Bergischer HC es un club de balonmano de la localidad de Wuppertal y Solingen, Alemania, que se fundó en el año 2006 al fusionarse dos equipos, el SG Solingen y el LTV Wuppertal.
El Bergischer HC debuta en la temporada 2011/2012 en la máxima categoría del balonmano alemán.

## Palmarés
- 2.Bundesliga (3): 2011, 2013, 2018

## Plantilla 2024-25
|  | Porteros - 01 Christopher Rudeck - 16 Lukas Diedrich Extremos izquierdos - 02 Noah Beyer - 20 Belal Ibrahim Massoud Extremos derechos - 18 Yannick Fraatz - 46 Julian Fuchs Pívots - 22 Tjörvi Tyr Gislason - 23 Joshua Thiele - 49 Aron Seesing | Laterales izquierdos - 13 Robin Granlund - 14 Gerdas Babarskas - 0 Sören Servos Centrales - 19 Tomáš Babák - 33 Eloy Morante Maldonado Laterales derechos - 04 Elias Scholtes - 11 Djibril M’Bengue - 77 Johannes Wasielewski |

## Sitio oficial
- Sitio Oficial del Bergischer HC (en alemán)

- Datos: Q320331
- Multimedia: Bergischer HC / Q320331